# A Mother's Atonement
A Mother's Atonement er en amerikansk stumfilm fra 1915 af Joe De Grasse.

## Medvirkende
- Cleo Madison som Alice / Jen Morrison.
- Lon Chaney som Ben Morrison.
- Arthur Shirley som James Hilton.
- Wyndham Standing som Wilbur Kent.
- Millard K. Wilson som John Newton.